# Relations entre les États-Unis et la Mongolie
 (novembre 2024).
Le contenu est difficilement compréhensible vu les erreurs de traduction, qui sont peut-être dues à l'utilisation d'un logiciel de traduction automatique.
 (novembre 2024).
La mise en forme du texte ne suit pas les recommandations de Wikipédia : il faut le « wikifier ».
Les points d'amélioration suivants sont les cas les plus fréquents. Le détail des points à revoir est peut-être précisé sur la page de discussion.
- Les titres sont pré-formatés par le logiciel. Ils ne sont ni en capitales, ni en gras.
- Le texte ne doit pas être écrit en capitales (les noms de famille non plus), ni en gras, ni en italique, ni en « petit »…
- Le gras n'est utilisé que pour surligner le titre de l'article dans l'introduction, une seule fois.
- L'italique est rarement utilisé : mots en langue étrangère, titres d'œuvres, noms de bateaux, etc.
- Les citations ne sont pas en italique mais en corps de texte normal. Elles sont entourées par des guillemets français : « et ».
- Les listes à puces sont à éviter, des paragraphes rédigés étant largement préférés. Les tableaux sont à réserver à la présentation de données structurées (résultats, etc.).
- Les appels de note de bas de page (petits chiffres en exposant, introduits par l'outil «  Source ») sont à placer entre la fin de phrase et le point final[comme ça].
- Les liens internes (vers d'autres articles de Wikipédia) sont à choisir avec parcimonie. Créez des liens vers des articles approfondissant le sujet. Les termes génériques sans rapport avec le sujet sont à éviter, ainsi que les répétitions de liens vers un même terme.
- Les liens externes sont à placer uniquement dans une section « Liens externes », à la fin de l'article. Ces liens sont à choisir avec parcimonie suivant les règles définies. Si un lien sert de source à l'article, son insertion dans le texte est à faire par les notes de bas de page.
- La présentation des références doit suivre les conventions bibliographiques. Il est recommandé d'utiliser les modèles {{Ouvrage}}, {{Chapitre}}, {{Article}}, {{Lien web}} et/ou {{Bibliographie}}. Le mode d'édition visuel peut mettre en forme automatiquement les références.
- Insérer une infobox (cadre d'informations à droite) n'est pas obligatoire pour parachever la mise en page.

Pour une aide détaillée, merci de consulter Aide:Wikification.
Si vous pensez que ces points ont été résolus, vous pouvez retirer ce bandeau et améliorer la mise en forme d'un autre article.
Les relations bilatérales entre les États-Unis et la Mongolie ont été officialisées en 1987 avec l'établissement de relations diplomatiques. Depuis lors, les États-Unis sont devenus un troisième voisin clé de la Mongolie. En 2019, cette relation a été transformée en partenariat stratégique. Les liens se concentrent sur l'éducation, l'aide au développement et la défense du pays.
Selon un sondage Gallup de 2010, les Mongols préféraient la direction américaine à celle de la Chine et de l'Inde, avec 58 % exprimant leur approbation, 5 % leur désapprobation, et 37 % leur incertitude. Selon le rapport 2012 des États-Unis sur la direction mondiale, 44 % des Mongols approuvent la direction américaine, 6 % la désapprouvent et 50 % sont indécis. Les sondages Gallup de 2020 ont montré que la Mongolie était le plus important partisan asiatique soutenant la performance de cette direction.
Selon un sondage de 2017, 82 % des Mongols ont une opinion favorable des États-Unis (23 % « fortement » et 59 % « plutôt » favorables), tandis que 10 % expriment une opinion négative (1 % « fortement » et 9 % « plutôt » défavorables).

## Histoire

### Début des relations
Plusieurs voyageurs et commerçants américains ont visité la Mongolie au XIXe siècle, qui était alors sous la la tutelles des Qing. Le premier exemple date de 1862, lorsque des voyageurs américains et français ont reçus un laissez-passer leur permettant de transiter par la Mongolie. Les voyageurs comprenaient le journaliste Auteur: Thomas W. Knox, diplomate William Woodville à Rockhill, ainsi que l'ingénieur de l'époque et futur président Herbert Hoover, ce dernier rencontrant le futur Bogd Khan vers 1899. Le nombre d'Américains voyageant vers Urga est devenu si fréquent au début du XXe siècle qu'une zone de la ville avec un certain nombre d'entreprises américaines est devenue connue sous le nom de Denj Américain (denj se référant à une colline) à partir d'environ 1909.

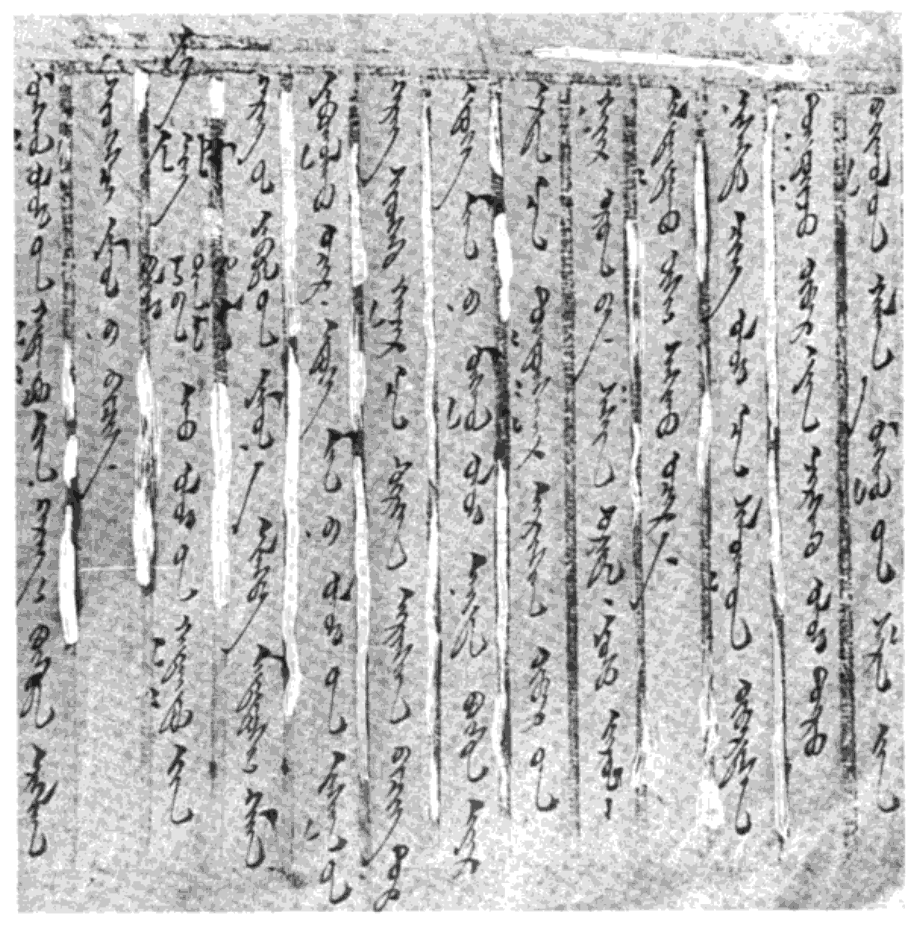
Lettre proclamant l'indépendance envoyée aux ministères des Affaires étrangères de France, d'Angleterre, d'Allemagne, des États-Unis, de Belgique, du Japon, du Danemark, des Pays-Bas et d'Autriche

Après la déclaration de l'indépendance de la Mongolie en 1911, le nouveau gouvernement dirigé par le Bogd Khan a envoyé des lettres d'indépendance contenant des demandes de reconnaissance à un certain nombre de consulats en poste à Harbin, y compris celui des États-Unis, s'adressant à eux comme le Grand Mei (Chinese: 美). Alors que les États-Unis ne reconnaissaient pas l'indépendance de la Mongolie à cette époque, cela a tout de même mené à l'ouverture d'un consulat à Kalgan, en Mongolie intérieure (maintenant Zhangjiakou), en partie pour promouvoir les intérêts des Américains en Mongolie intérieure et extérieure. Le consulat était logé dans un bâtiment loué de Auteur: Frans August Larson, et ouvert le 1er avril 1921, la même année de la révolution communiste de 1921. Le premier consul associé à Zhangjiakou, Samuel Sokobin, s'est rendu à Oulan-Bator et a rencontré le Premier ministre Dogsomyn Bodoo plusieurs fois. Celui-ci a écrit un article pour le magazine The Nation en novembre 1921, mois de la fondation de la Bibliothèque nationale de Mongolie dont les sites de construction des bâtiments principaux en 1921 et en 2024 se trouvent près de l'Ambassade américaine. Un autre premier ministre ayant insisté sur les liens avec les États-Unis était Soliin Danzan, qui représentait la « compagnie automobile américano-mongole ». L'explorateur Roy Chapman Andrews fit une série d'expéditions en Mongolie de 1922 à 1930. À la fin des années 1920, cependant, la Mongolie était fermement tombée sous l'orbite soviétique et les espoirs de développer les relations furent anéantis.
En 1944, Henry A. Murace devint le premier vice-président en fonction à visiter la Mongolie. Après la Seconde Guerre mondiale, certains politiciens américains ont commencé à demander la reconnaissance de l'indépendance de la Mongolie, incluant Mike Mansfield, qui en a approuvé la reconnaissance dans les années 1940, et dont le discours de 1960 au Sénat a servi de catalyseur à l'acquiescement des États-Unis à l'admission de la Mongolie aux Nations Unies en 1961. Les États-Unis se sont abstenus lors de la motion, ayant précédemment exprimé leur opposition à l'inclusion de la Mongolie, une première fois en 1946 et une seconde fois en 1947. Le président Jean-François Kennedy a lancé l'idée de reconnaître la Mongolie en 1962, bien qu'elle ait été opposée par le gouvernement nationaliste de Tchang Kaï-chek.
Bien que diverses ouvertures diplomatiques des côtés mongol et américain aient été faites dans les années 1960 à 1970, ce n'est que dans les années 1980 et grâce à un processus de libéralisation ayant cours en Union soviétique et en Mongolie qu'un dialogue accru avec les partenaires américains fut possible. À la suite de nombreux contacts entre diplomates à Tokyo et à New York, l'année 1986 marque l'histoire. L'ambassadeur mongol auprès des Nations Unies Gendengiin Nyamdoo et le Sous-Secrétaire d'État adjoint américain pour l'Asie de l'Est J. Stapleton Roy se sont rencontrés et ont échangé des visions pour un cadre diplomatique favorisant la reconnaissance et les relations, s'accordant sur une date pour l'établissement formel des liens entre leur gourvernement respectifs.

### L'ère moderne
Les États-Unis ont reconnu et établi des relations officielles avec la Mongolie le 27 janvier 1987. Les documents furent signés par Nyamdoo et le secrétaire d'État américain Georges Schultz dans le Salle des Traités de la Maison Blanche.
L'Ambassade des États-Unis à Oulan-Bator fut établie en avril 1988, avec le premier Ambassadeur des États-Unis en Mongolie Richard L. Williams présentant s'introduisant au président mongol Jambyn de Batmönkh en septembre 1988.

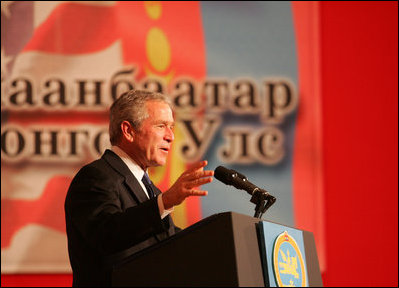
Président George W. Bush lors d'une visite en novembre 2005

Williams était non-résident et Joseph E. Lake, le premier ambassadeur résident, est arrivé seulement en juillet 1990. Le secrétaire d'État James Baker s'est rendu en Mongolie au mois d'août 1990, puis de nouveau en juillet 1991. La Mongolie a accrédité son premier ambassadeur aux États-Unis en mars 1989 : Gendengiin Nyamdoo , un ancien ambassadeur auprès des Nations Unies. Punsalmaagiin Ochirbat est devenu le premier dirigeant mongol à se rendre aux États-Unis en janvier 1991.
En 1989 et 1990, un accord culturel, l'accord Corps de la Paix, une convention consulaire, et l'accord Overseas Private Investment Corporation (OPIC) ont été signés. Un accord commercial a été signé en janvier 1991 et un traité bilatéral d'investissement en 1994. La Mongolie a été accordée un statut de Permanent Normal Trade Relations (PNTR) et l'admissiblité au Système généralisé de Préférences (SPG) en juin 1999.
La secrétaire d'État Madeleine Albright s'est rendue en Mongolie en mai 1998, et le Premier ministre Nambaryn Enkhbayar a visité Washington en novembre 2001. Le Secrétaire d'État adjoint Richard L. Armitage a visité la Mongolie en janvier 2004, et le président mongol Natsagiin Bagabandi est venu à Washington pour rencontrer le président George W. Bush en juillet 2004. Le Président Bush, la Première Dame Laura Bush, et la Secrétaire d'État Condoleezza Rice se sont rendus en Mongolie en novembre 2005. Le secrétaire à la Défense Donald Rumsfeld a visité en octobre 2005, et le Président de la Chambre des représentants Dennis Hastert en août 2005. Le Secrétaire à l'Agriculture Mike Johanns a dirigé une délégation présidentielle en juillet 2006 à l'occasion du 800e anniversaire de la Mongolie. Le président Enkhbayar a visité la Maison Blanche en octobre 2007 et les deux présidents ont signé le Défi du Millénaire Compact pour la Mongolie.
En juillet 2004, les États-Unis ont signé un Trade and Investment Framework Agreement (TIFA) avec la Mongolie pour promouvoir la réforme économique et encourager les investissements étrangers. En juillet 2007, six membres de la Chambre des représentants des États-Unis se sont déplacés pour inaugurer un programme d'échange entre les législateurs des deux pays. La visite suivante a eue lieu en août 2007. Durant celle-ci, cinq membres du Parlement mongol se sont rendus aux États-Unis. En septembre 2007, la Maison-Blanche a annoncé la création de l'Asia-Pacific Democracy Partnership, auquel la Mongolie a été invitée à participer. Cette initiative vise à fournir un lieu dans lequel des nations libres peuvent travailler ensemble pour soutenir les valeurs démocratiques, renforcer les institutions démocratiques et aider celles qui travaillent à construire et à soutenir des sociétés libres.

En août 2011, lors d'un voyage parallèle à un vers la Chine et le Japon, Joe Biden a effectué la première visite en Mongolie d'un vice-président en fonction depuis 1944.

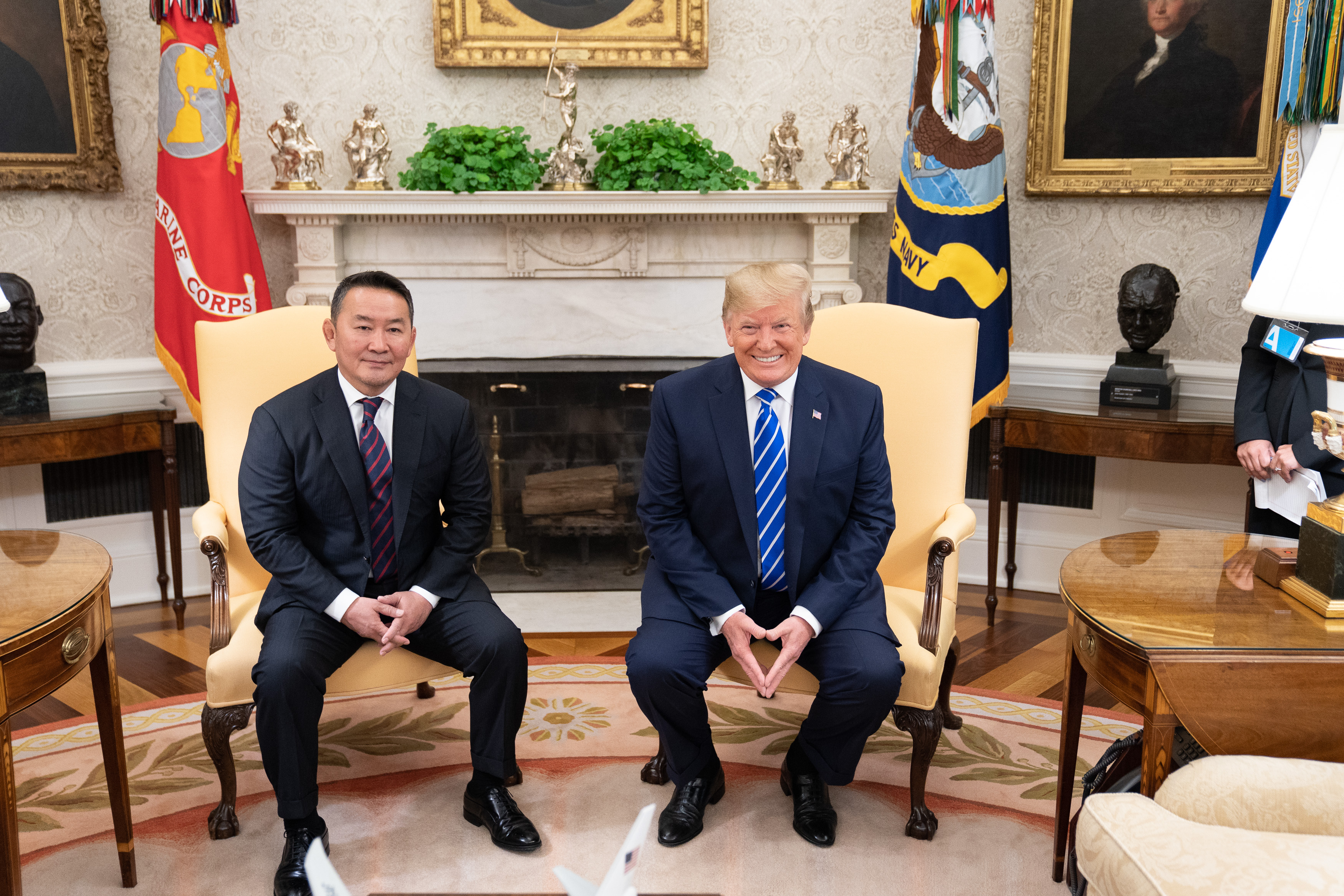
Président Donald Trump rencontre le président mongol Khaltmaagiin Battulga dans le bureau ovale de la Maison-Blanche en juillet 2019.

En juillet 2019, les deux pays ont déclaré un partenariat stratégique lors de la rencontre présidentielle entre Khaltmaagiin Battulga et Donald Trump.
Pendant la pandémie de COVID-19, en 2020, le gouvernement américain a fourni 1,2 million de dollars américains en aide humanitaire par l'intermédiaire de l'USAID, de l'OMS et de l'UNICEF pour soutenir la réponse du gouvernement mongol à la pandémie. La Mongolie a livré 60 000 pièces de équipement de protection individuelle à la nation Navajo en 2020, cela deviendra le premier vol sans escale entre les deux pays.
Au début de 2021, il a été découvert dans un document secret déclassifié que la Mongolie revêt une importance stratégique aux yeux de l'État étatsunien vis-à-vis leur avancement au sein de la région Indo-Pacifique.
En février 2023, les deux pays ont signé un traité Ciel ouvert, ouvrant donc la voie à des vols sans escale.

### Visites par des personnalités importantes
| Date                   | Personne                  | Bureau                           | Emplacement       |
| ---------------------- | ------------------------- | -------------------------------- | ----------------- |
| Juillet 1944           | Henry A. Wallace          | Vice-président des États-Unis    | Oulan-Bator       |
| Mai 1990               | Dashiin Byambasüren       | Premier ministre de Mongolie     | Washington, D. C. |
| Août 1990              | James Baker               | Secrétaire d'État des États-Unis | Oulan-Bator       |
| 22 – 24 janvier 1991   | Punsalmaagiin Ochirbat    | Président de l'État de Mongolie  | Washington, D. C. |
| Juillet 1991           | James Baker               | Secrétaire d'État des États-Unis | Oulan-Bator       |
| Mai 1998               | Madeleine Albright        | Secrétaire d'État des États-Unis | Oulan-Bator       |
| Novembre 2001          | Nombaryn Enkhbayar        | Premier ministre de Mongolie     | Washington, D. C. |
| 14 – 21 juillet 2004   | Natsagiin Bagabandi       | Président de l'État de Mongolie  | Washington, D. C. |
| 21 Novembre 2005       | George W. Bush            | Président des États-Unis         | Oulan-Bator       |
| 21-23 octobre 2007     | Nambaryn Enkhbayar        | Président de l'État de Mongolie  | Washington, D. C. |
| 16 Juin 2011           | Tsakhiagiyn Elbegdorj     | Président de l'État de Mongolie  | Washington, D. C. |
| 22 Août 2011           | Joe Biden                 | Vice-président des États-Unis    | Oulan-Bator       |
| 9 Juillet 2012         | Hillary Clinton           | Secrétaire d'État des États-Unis | Oulan-Bator       |
| Septembre 2018         | Ukhnaagiin Khürelsükh     | Premier ministre de Mongolie     | Washington, D. C. |
| 30 Juillet-2 août 2019 | Khaltmaagiin Battulga     | Président de l'État de Mongolie  | Washington, D. C. |
| 2 – 6 août 2023        | Luvsannamsrai Oyun-Erdene | Premier ministre de Mongolie     | Washington, D. C. |

L'Agence des États-Unis pour le Développement International (USAID) joue un rôle de premier plan en fournissant une aide bilatérale au développement à la Mongolie, tout en mettant l'accent sur une croissance économique et le maintien d'une bonne gouvernance. Le financement total des subventions de l'USAID à la Mongolie de 1991 à 2011 était d'environ 220 millions de dollars américains.
Pour la plupart des années depuis 1993, le Département de l'Agriculture des États-Unis a fourni une aide alimentaire à la Mongolie dans le cadre des programmes Food for Progress et 416(b). Le produit monétaire de l'aide alimentaire (4,2 millions de dollars en 2006) est utilisé pour soutenir des programmes renforçant l'entrepreneuriat, la diversification des moyens de subsistance des éleveurs de bétail et l'amélioration des services vétérinaires.
Le Corps de la Paix a commencé ses opérations en Mongolie en juillet 1991 avec une cohorte de 21 volontaires. Le programme vise principalement l'enseignement de l'anglais et l'instauration d'activités de développement communautaire.
La Millenium Challenge Corporation a signé une entente avec la Mongolie en octobre 2007,. À la fin de l'entente, en septembre 2013, le gouvernement mongol et le MCC avaient dépensé 94% des fonds prévus par l'entente pour :
- Accroître la sécurité foncière ;
- Réduire les impacts des maladies non transmissibles et des blessures ;
- Améliorer la formation professionnelle ;
- Élargir la distribution de produits ménagers économes en énergie ;
- Construire des routes pour le trafic commercial.

Le gouvernement mongol et le MCC s'attendent à ce que plus de 2 millions de personnes bénéficient des investissements sur la durée de vie de 20 ans de l'investissement. En décembre 2014, le Conseil d'administration du MCC a sélectionné la Mongolie pour le développement d'une seconde entente. Le MCC et les responsables mongols ont mené une analyse de l'économie du pays et des contraintes à la croissance.

## Défense

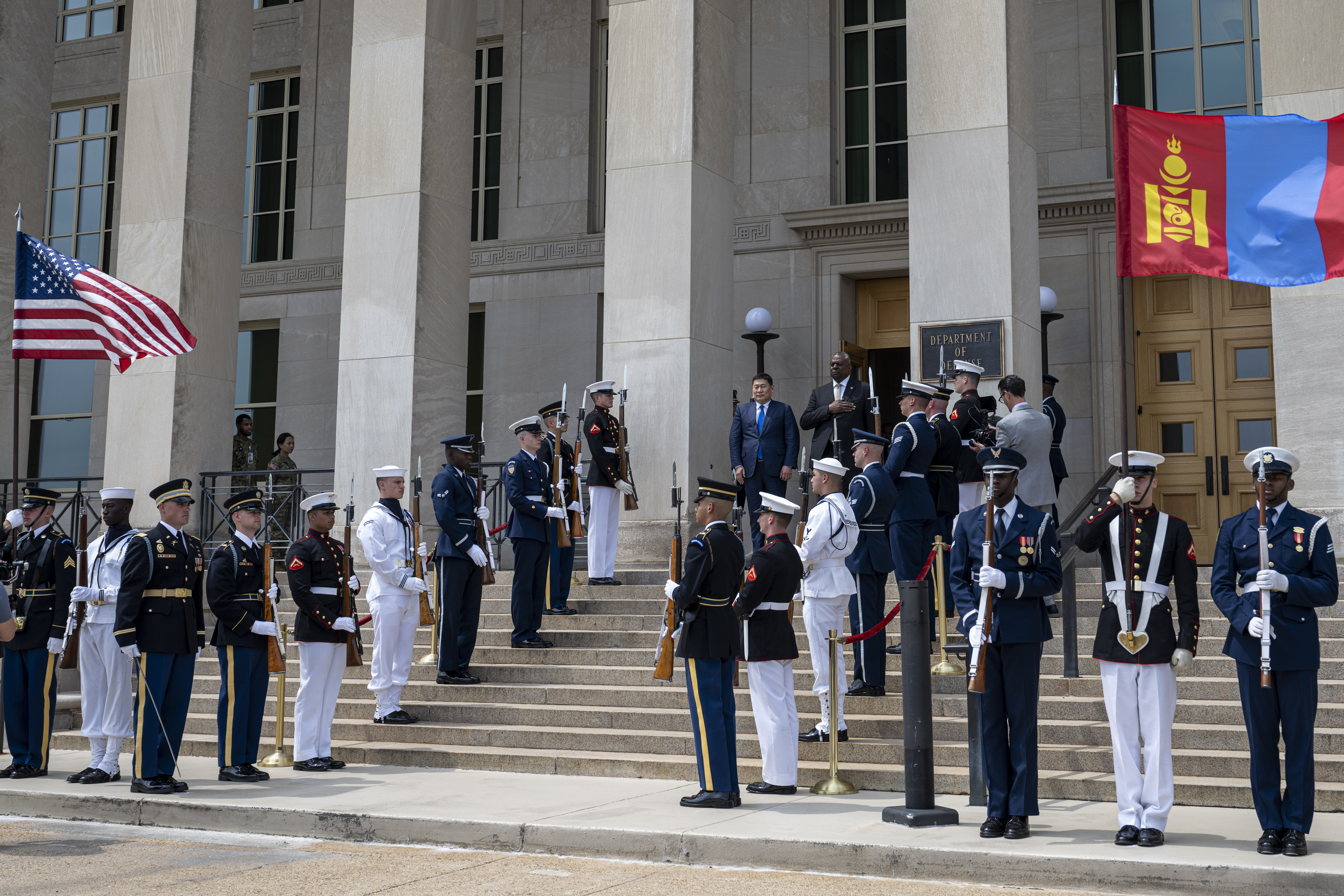
Le Secrétaire américain à la Défense Lloyd Austin et le Premier Ministre Mongol Luvsannamsrai Oyun-Erdene lors d'un échange bilatéral au Pentagone, 2023

La Mongolie a offert du personnel qui s'est joint aux forces dirigées par les États-Unis lors de la Guerre en Irak, dans le cadre de la Force multinationale-Irak en 2003. Elle a aussi contribué aux opérations dirigées par l'OTAN au Kosovo de 2005 à 2007 et à la Force Internationale d'Assistance à la Sécurité en Afghanistan de 2009 à 2014,. La Mongolie a été reconnue comme partenaire mondial de l'OTAN en 2012.
La Mongolie et les États-Unis participent conjointement à deux exercices militaires annuels organisés en Mongolie : Khaan Quest et Gobi Wolf. Khaan Quest, le premier exercice de maintien de la paix au sein de la région asiatique, a initialement débuté en mai 2003 en tant qu'exercice bilatéral entre les United States Marine Corps et les Forces Armées de la Mongolie et est devenu un exercice multinational à partir de 2006. Gobi Wolf se concentre sur la préparation aux catastrophes nationales et a été lancé en mars 2009.

## Migrations
Certains immigrants stimulés par la persécution religieuse dans leur pays d'origine sont venus de Mongolie aux États-Unis dès 1949. Le Census mongol de 2020 a rapporté que 19'170 citoyens mongols résidaient aux États-Unis, tandis que le Pew Research Center rapporte qu'environ 27'000 personnes de généalogie mongole vivaient aux États-Unis en 2019.
En 2014, il y avait 1'444 étudiants internationaux d'origine Mongol étudiant aux États-Unis.

## Intérêts économiques
En 2022, le commerce bilatéral total entre les deux pays totalisait 175 millions de dollars, dont 149 millions de dollars proviennent des exportations américaines et 26 millions de dollars des exportations mongoles.
Accrédité par la Chambre de commerce des États-Unis, la Chambre de commerce américaine en Mongolie s'emploie à promouvoir les liens d'affaire entre les deux pays.

## Missions diplomatiques
Le courant Ambassadeur en Mongolie est Richard Buangan. Il a été nommé par le Président Joe Biden le 17 novembre 2022,. L'Ambassadeur aux États-Unis le plus récent est Batbayar Ulziidelger, qui a présenté ses lettres de créance diplomatiques le 1er décembre 2021.

La Mongolie maintient une ambassade à Washington et des consulats généraux à San Francisco et à Chicago. Les États-Unis, ont quant-à eux, une ambassade en Oulan-Bator. 

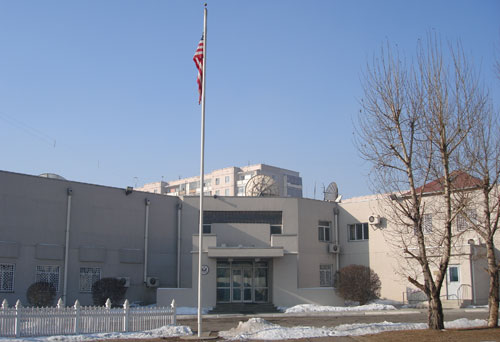
Ambassade des États-Unis, Oulan-Bator
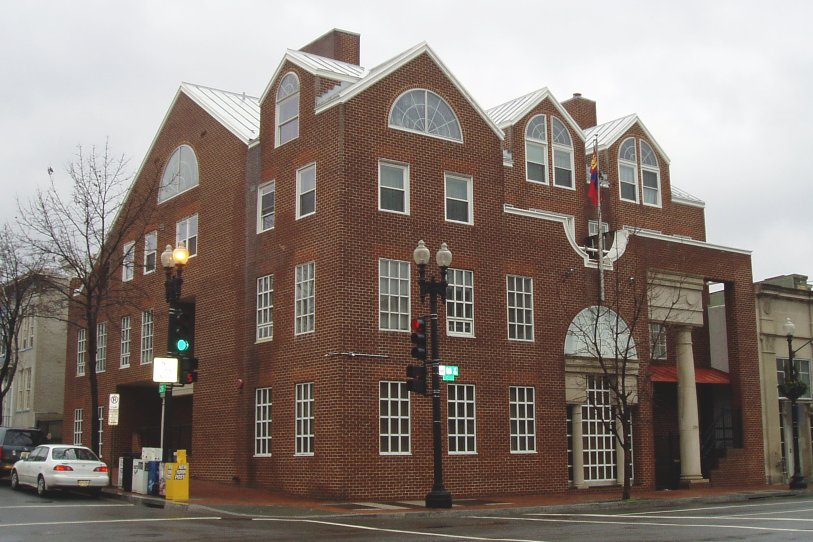
Ambassade de Mongolie, Washington, D. C.